# Band Brasília
Band Brasília é uma emissora de televisão brasileira sediada em Brasília, Distrito Federal. Opera no canal 4 (26 UHF digital) e é uma emissora própria da Band. Seus estúdios estão no Centro Empresarial João Carlos Saad, no Setor Bancário Sul da Asa Sul, no Plano Piloto, e seus transmissores estão na Torre de TV Digital de Brasília, na região do Lago Norte.

## História
A Rede Bandeirantes foi inicialmente levada ao ar na capital federal pela TV Nacional, emissora pública pertencente à Radiobrás, entre 1977 a 1982, chegando a produzir a participação de Brasília do Jornal Bandeirantes, que era ancorado por Luiz Santoro e Carlos Castelo Branco nos estúdios da emissora. Porém, o Grupo Bandeirantes de Comunicação necessitava de uma emissora própria na capital, o que era primordial no projeto de rede nacional que a emissora encabeçava na época, além da cobertura jornalística da política nacional.
Em 1984, um ano depois da TV Nacional começar a transmitir o sinal da Rede Manchete, a Rede Bandeirantes conseguiu uma concessão para uma emissora própria, que inicialmente seria no canal 12. No entanto, o presidente João Figueiredo cancelou a outorga devido a expressiva cobertura que a rede estava dando para as Diretas Já, que acabou atrasando o processo de implantação da mesma e repassou o canal 12 para o SBT. A mudança de proprietário afetou os planejamentos da mesma, pois antes importaram equipamentos da França, que funcionariam melhor em canais de frequência 7 a 12. No penúltimo dia de mandato, em 13 de março de 1985, Figueiredo chamou João Jorge Saad à Brasília para uma reunião, e demonstrando arrependimento, assinou uma nova concessão para o dono da rede. O Grupo Bandeirantes de Comunicação quase a perdeu novamente após o recém-empossado ministro das comunicações de José Sarney, Antônio Carlos Magalhães, decidir reexaminar todas as 140 outorgas de radiodifusão concedidas pelo ex-presidente entre 1.º de outubro de 1984 e 15 de março de 1985. Porém, após comunicado emitido em 30 de outubro, foi informado que as concessões da TV Bandeirantes Brasília quanto a da TVS Brasília (também afetada pela decisão) seriam mantidas. Após um longo período de espera e diversos transtornos, a emissora foi inaugurada em 4 de janeiro de 1987, consolidando o processo de rede nacional da Rede Bandeirantes, sendo a terceira emissora própria controlada por uma das quatro redes de televisão existentes na época a ser inaugurada na capital federal.
Em 6 de abril de 2015, em função da crise que atingiu a Band, saíram do ar alguns programas locais e demitiram cerca de 9 profissionais. Com isso, apenas o Band Cidade e o Band Entrevista se mantiveram como produções próprias. 
Em 25 de junho de 2018, estreou o Os Donos da Bola DF com apresentação de Bruno Mendes e Danny Pança. Em 2020, a Band Brasília demitiu mais 7 jornalistas sem aviso prévio no intuito de conter gastos. Em 30 de agosto de 2021, o Brasil Urgente DF voltou a grade com apresentação de Tonny Alves, no qual ficou até 31 de março de 2023, sendo substituído por Rimack Souto.
No dia 26 de setembro de 2022, a Band Brasília passa a transmitir definitivamente a sua programação local em alta definição. Em 24 de julho de 2023, estreou o Boa Tarde DF com Thalyta Almeida.

## Sinal digital
| Canal virtual | Canal digital | Resolução de tela | Programação                                   |
| ------------- | ------------- | ----------------- | --------------------------------------------- |
| 4.1           | 26 UHF        | 1080i             | Programação principal da Band Brasília / Band |

Transição para o sinal digital
Com base no decreto federal de transição das emissoras de TV brasileiras do sinal analógico para o digital, a Band Brasília, bem como as outras emissoras da cidade de Brasília e do entorno do Distrito Federal, cessou as transmissões pelo canal 4 VHF em 17 de novembro de 2016, seguindo o cronograma oficial da ANATEL. A emissora interrompeu as transmissões às 23h59, durante a exibição do Polícia 24h, que foi substituído por um aviso do MCTIC e da ANATEL sobre o switch-off.

## Programas
Além de retransmitir a programação nacional da Band, atualmente a Band Brasília produz os seguintes programas:
- Boa Tarde DF: Telejornal, com Thalyta Almeida;
- Os Donos da Bola: Jornalístico esportivo, com Bruno Mendes e Danny Pança;
- Band Cidade: Telejornal, com Renata Dourado;
- Band Entrevista: Talk show, com Renata Dourado;
- Vem Brasília: Variedades, com Henia Aquino.

Diversos outros programas compuseram a grade da emissora e foram descontinuados:
- Agitando
- Antenados
- Art Mix
- Barra Pesada
- Beleza em Pauta
- Brasil Caipira
- Brasília Urgente DF
- Bumerangue
- Conversa de Chef
- Cozinhando com Dona Íris
- DF Acontece
- Direto de Brasília
- Direito Cidadão
- Educa, Brasil
- Fórmula Horse
- Fórmula Dog
- Jogo Aberto DF
- Jornal Local
- Kaquinho & Cumpadi Bráulio
- Maneiro
- Na Trilha da Verdade
- Papeando
- Programa Gilberto Amaral
- Rede Cidade
- Temperando a Vida
- TV Mídia
- Viver em Brasília
- Wilma Magalhães Apresenta